# Грмуша чаврљанка
Грмуша чаврљанка (лат. Curruca curruca) је честа и широко распрострањена типична грмуша која се гнезди у умереној Европи, осим југозападног дела, и у западном и централном Палеарктику. Ова мала птица певачица је јако миграторна, зимује у Африци јужно од Сахаре, Арабије и Индије.
За разлику од многих грмуша porodice "Sylviidae", полови грмуше чаврљанке су готово идентични. Ово је мала врста са сивим леђима, беличастим доњим делом тела, сивом главом са тамнијом „бандитском маском“ преко очију и белим грлом. Нешто је мања од обичне грмуше (Curruca communis) и нема кестењаста крила и једноличну боју главе и лица коју карактеришу ту врсту. Песма грмуше чаврљанке је брза и звецкава секвенца оглашавања "тет" или "че", сасвим другачија од песме обичне грмуше.
Као и већина грмуша, грмуша чаврљанка је инсектојед , али ће јести и бобице и друго меко воће. Ово је птица прилично отворених и обрађених подручја, са великим жбуњем за гнежђење и нешто дрвећа. Гнездо се гради у ниском жбуњу или купини, и полаже се од 3 до 7 јаја.

## Таксономија
Грмушу чаврљанку је формално описао шведски природњак Карл фон Лине 1758. године у десетом издању своје „Systema Naturae“ под биномним називом Motacilla curruca. Специфични епитет curruca је латинска реч за неидентификовану птицу коју помиње римски песник Јувенал. Швајцарски природњак Конрад Геснер користио је латински назив за грмушу чаврљанку 1555. године. Карл фон Лине је одредио типичан локалитет као Европу, али је Ернст Хартерт 1909. године ограничио то на Шведску. Грмуша чаврљанка се сада сврстава у род Curruca који је увео немачки природњак Јохан Матеус Бехштајн 1802. године.
Претпоставља се да је ова врста уско повезана са обичном грмушом, као што и њихова уобичајена имена имплицирају. Било је предложено да су се ове две врсте раздвојиле у последњем леденом добу слично обрасцу који се налази код обичног звиждака и брезовог звиждака, при чему је њихов предак био протеран у две енклаве, једну на југоистоку и једну на југозападу Европе. Када су се ледени покривачи повукли, два облика наводно више нису препознавала једно друго као исту врсту. Међутим, научници који истражују ово питање већ дуже време схватају да ова два таксона нису нарочито блиски сродници.
Род Curruca садржи 25 различите врсте грмуша и не за сада није препозната претерана сличност ни са једном од тих врсти са грмушом чаврљанком. Група која се јавља од јужних делова ареала комплекса Curruca грмуша до Африке и обухвата групу западну велику грмушу (Curruca hortensis), источну велику грмушу (Curruca crassirostris) арабијску грмушу (Curruca leucomelaena) и мрку грмушу (Curruca lugens) и јеменску грмушу (Curruca buryi) које се понекад налазе у роду Parisoma. Стога, пре се чини да је дивергенција комплекса грмуше чаврљанке и њених најближих живих сродника старија него што се претпостављало, и да није укључивала раздвајање леденим покривачима који су се градили у Европи, већ аридификацијом арапског региона (што се такође дешавало током ледених доба).
Комплекс грмуше чаврљанкеје подељен на садашњу врсту, Curruca curruca althaea од које се Curruca curruca margelanica такође може посебно разликовати по неким изворима. Код ове надврсте, изгледа да грмуша чаврљанка формира базалну европску лозу. Шест подврста је данас недвосмислено прихваћено за грмушу чаврљанку, а оне се међусобно шире широм Централне Европе и Азије:
- Curruca curruca curruca (Linnaeus, 1758) – Европа (источна од јужне Финоскандије, Британије и северне, централне и југоисточне Француске) источна до Урала, јужна до северне Италије, Балкана, Мале Азије, Леванта, Кавказа и северозападног и југозападног Ирана; зимује углавном у централној и североисточној Африци, али и на Блиском истоку
- Curruca curruca blythi (Ticehurst & Whistler, 1933) – бореалне шуме од Урала на истоку до Трансбајкалије, југа до северног Алтајских планина, северне Монголије и јужног Сибира; зимује у североисточној Африци, на Блиском истоку и у јужној Азији
- Curruca curruca halimodendri (Sushkin, 1904) - Казахстан (од доњег тока Волге) од источне до западне Монголије, од јужне до југоисточне Каспијске регије, источног Ирана, западног Авганистана, северног Тјен Шана и крајњег северозападног дела Кине (северни Синђанг); зимује углавном у Арабији, јужној Азији и вероватно североисточној Африци
- Curruca curruca althaea (Hume, 1878) - Гнезди се од јужног Казахстана (планине Каратау) источног до југозападног и централног Тјен Шана, од југа у планинама до северозападних Хималаја, Авганистана, југоисточног Ирана и западног Пакистана, вероватно и у јужном Туркменистану и североисточном Ирану (Копет Даг); зимује од јужног Ирана (вероватно и јужног Ирака и јужног Авганистана) источно до јужне Индије и Шри Ланке, вероватно и југоисточног Арабијског полуострва.
- Curruca curruca minula (Hume, 1878) - Гнезди се од Узбекистана, Туркменистана и централног Ирана источно, преко северног Авганистана и Таџикистана до западне Кине; зимује на југу
- Curruca curruca margelanica (Sztolcman, 1898) - Кина и северна Кина од југозападног Гобија јужно до Лоп Нура и Цајдама, источно до Нингсије (Хуангхе); ареал вероватно обухвата и руски Алтај и северозападну и источну Монголију. Зимује у јужној Азији

Још два таксона се јављају у зони интерградације са грмушом чаврљанком, која се протеже од северног подручја Каспијског мора до Монголије. Филогенија ових јединки није добро истражена и на крају би се могло испоставити да припадају било којој врсти или да су стереотипни хибриди:
- Curruca curruca/minula halimodendri
- Curruca curruca/minula telengitica

Слично томе, Curruca curruca caucasica коју су описали Сергеј Огњев и Бањковски 1910. године налази се између Curruca curruca curruca и Curruca curruca althaea.
Птица која је зимовала у опсерваторији за птице Ландсорт у Шведској, разликовала се по анализираним мтДНК секвенцама од свих познатих таксона у комплексу, иако је на терену највише личила на Curruca curruca halimodendri. Пошто се мтДНК наслеђује само од мајке, да је ова птица хибрид, то би требало да буде препознатљиво.

## Галерија
- Грмуша чаврљанка Раџкот, Гуџарат
- Грмуша чаврљанка Раџкот
- Curruca curruca јаје Меморијални музеј рата у Окланду Тамаки Паенга Хира
- Curruca curruca - MHNT